# Geodia oxyastra
Geodia oxyastra är en svampdjursart som beskrevs av Lendenfeld 1910. Geodia oxyastra ingår i släktet Geodia och familjen Geodiidae.
Artens utbredningsområde är havet kring Galapagosöarna.